# Joe Wade
Joe Wade (Shoreditch, 7 luglio 1921 – 12 novembre 2005) è stato un allenatore di calcio e calciatore inglese, di ruolo difensore.

## Caratteristiche tecniche
Era un terzino destro.

## Carriera

### Giocatore
Nel gennaio del 1946 l'Arsenal lo preleva dai dilettanti dell'Hoxton; nella stagione 1945-1946 gioca 2 partite in FA Cup, e l'anno seguente esordisce in prima divisione. Gioca nei Gunners fino al termine della stagione 1954-1955, prevalentemente come riserva (tra il 1946 ed il 1952 non gioca mai più di 8 partite in un singolo campionato): l'unica stagione in cui gioca regolarmente da titolare (40 partite in campionato e 4 in FA Cup) è la 1952-1953, in cui i londinesi vincono il campionato. Anche nelle stagioni 1953-1954 e 1954-1955 continua a mantenere una discreta frequenza di impiego (14 e 18 presenze rispettivamente), finché nel 1955 si trasferisce ai semiprofessionisti dell'Hereford Utd, di cui nel 1958 diventa allenatore.

### Allenatore
Allena l'Hereford United per 4 stagioni consecutive, dal 1958 al 1962, vincendo una Southern Football League nella stagione 1958-1959. Torna per un breve periodo nel club nel 1971 come allenatore ad interim in seguito alle dimissioni di John Charles.

## Palmarès

### Giocatore

#### Competizioni nazionali
- Campionato inglese: 1

Arsenal: 1952-1953
- Community Shield: 1

Arsnal: 1953

### Allenatore

#### Competizioni nazionali
- Southern Football League: 1

Hereford United: 1958-1959